# Chessy (Ródano)
Chessy (também conhecida como Chessy-les-Mines) é uma comuna francesa na região administrativa de Auvérnia-Ródano-Alpes, no departamento de Ródano. Estende-se por uma área de 4,55 km². Em 2010 a comuna tinha 2 136 habitantes (densidade: 469,5 hab./km²).